# FCI Tallinn
FC Infonet Tallinn var en estländsk fotbollsklubb baserad i Tallinn. Den grundades 29 januari 2002 och spelade i Meistriliiga mellan 2013 och 2017. Efter 2017 gick man samman med Levadia Tallinn och bildade FCI Levadia Tallinn.

## Historia
Klubben grundades 2002 och innan säsongen 2011 slogs den ihop med FC Atletik som spelade i landets näst högsta serie, Esiliiga. Klubben slutade tvåa den säsongen och förlorade i playoff mot FC Kuressaare med totalt 1-5. Under 2012 vann man Esiliiga och blev uppflyttade till Meistriliiga för första gången i sin korta historia.
13 juli 2015 vann FCI Tallinn med otroliga 36-0 i cupen mot Virtsu och tangerade därmed den största segermarginalen i historien. FCI vann sin första ligatitel 2016, två poäng före Levadia.

## Meriter
- Meistriliiga (1): 2016
- Estländska cupen (1): 2017
- Estländska supercupen (1): 2017
- Esiliiga (1): 2012

## Tidigare spelare
- Aleksandr Dmitrijev
- Dmitri Kruglov
- Sergei Mošnikov
- Vladimir Voskoboinikov
- Haminu Draman